# De'voreaux White
Pour les articles homonymes, voir White.
De'voreaux White, né Devorea W. Sefas le 6 août 1965 dans le comté de Los Angeles, est un acteur américain surtout connu pour son rôle d'Argyle, le jeune chauffeur de limousine dans Piège de cristal.

## Vie personnelle
De'voreaux White est né dans le comté de Los Angeles, en Californie. Il commence à jouer à l'âge de 10 ans. 
Il est actuellement chef d'entreprise et apporte son aide dans un établissement de réadaptation pour toxicomanie.[réf. souhaitée]

## Carrière
Il commence sa carrière à l'âge de 10 ans. Ses premières apparitions sont dans la série The Jeffersons en 1977, puis dans La Petite Maison dans la prairie et au cinéma aux côtés de Ray Charles en 1980 dans le film The Blues Brothers (le jeune qui essaie de voler une guitare dans la boutique).
En 1984, le producteur Joel Silver le remarque dans le film Les Saisons du cœur et lui donnera le rôle de Argyle dans le film Piège de cristal.
White joue également dans la série télévisée Sois prof et tais-toi ! dans le rôle d'Aristote McKenzie. En 1992, il joue le rôle de Lucky dans le film Les Pilleurs, jouant le petit frère toxicomane du roi James (joué par Ice-T). Il apparait dans le thriller de l'an 2000 Shadow Hours.
White reprend le rôle d'Argyle de Piège de cristal aux côtés de Bruce Willis dans une publicité pour la marque de batteries de voiture Die Hard (en) de Advance Auto Parts (en) en octobre 2020.
Il fait une apparition comme chauffeur de limousine dans le dernier épisode de la série Chargés à bloc en 2023